# 凱渥
凱渥實業股份有限公司（英語：Catwalk Entertainment）是台灣一間模特兒經紀公司，由台灣時尚人物洪偉明在1997年所創立。2000年跨足演藝經紀，2007年首次舉辦選秀活動「凱渥夢幻之星選拔大賽」。

## 凱渥服務
自1986年由創辦人洪偉明創立以來，憑藉專業素養與菁英團隊，掀起名模熱潮，帶動話題潮流，尤其2007年首辦公開選秀競賽「夢幻之星」，作為培育新人管道，成功引起焦點。家喻戶曉的林志玲、白歆惠、隋棠、許瑋甯、陳庭妮、鄭元暢、阮經天、范文芳、李銘順等藝人名模，全出自凱渥大家庭。
2018年種子音樂集團CEO吳鋒加入團隊，拓展全新面貌，新增北京、廈門駐點，合作業內知名影業，業務橫跨模特經紀、藝人經紀、服裝發表會與活動執行策劃、整合創意造型、公關執行、品牌行銷諮詢等，開創時尚、影視、音樂與文創全方位版圖。

### 選角試鏡
除了擁有豐富的模特資源外，我們還擁有多位簽約模特、演員、藝人及多年選角經驗。為各類影視、廣告拍攝、品牌發佈會和活動商演等蒐集不同演員、模特、表演人員；並與多家品牌保持良好的合作關係，提供最專業和最優質的選角服務。

### 妝髮造型
我們與多位造型師有多年的合作經驗，為眾多知名模特、藝人打造專屬形象，也為不同的廣告拍攝、平面拍攝，MV拍攝、各類大小型活動、品牌發佈會等提供專業造型服務。

## 創意團隊
凱渥創意製作團隊擁有多年的活動經驗，我們的創意來自於對客戶需求和市場變化的敏銳洞察，以及豐富的行業經驗和創造力的結合。根據不同品牌的調性提供具有創造力、個性化和高品質的活動策劃內容。不論是舞美設計、演出架構設計，甚至是活動演出的造型、模特T台肢體展現，都能給與專業的指導。
| Show Director    | Show Director      | Show Director   | Show Director |
| Bigi Yang 楊佩綺 | Amanda Wang 王聖芬 | Alan Lee 李立仁 | Benny Fu 傅平 |
| ---------------- | ------------------ | --------------- | ------------- |

### 活點簡歷
- TAIPEI FASHION WEEK SS24[2]
- APUJANAutumn Winter 2023
- adidas亞太&大中華區訂貨會開幕秀
- adidas 2024 SS trade show
- The North Face FW24訂貨會開幕秀
- JNBY 23AW
- LESS 23AW
- 波司登重塑經典雪屋秀
- 中國好羽絨阿勒泰雪山大秀
- Converse Sportchella Fashion Show
- 金伯利鑽石23週年慶典
- 名爵MG LAUNCH
- 嘉人10年超級盛典
- 逐本·中國卸之夢·揚帆篇暨2023新品發佈會
- 馬爹利【人生是場飛翔】2024飛翔之夜榮耀揭幕
- 僑福芳草地VIP之夜
- 華特迪士尼公司大中華區2024消費品部啓動大會
- 2023蘇菲雅婚紗[3]上海訂貨會

## 藝人

### 男藝人
| 男藝人 | 男藝人 | 男藝人 | 男藝人 | 男藝人 | 男藝人   |
| ------ | ------ | ------ | ------ | ------ | -------- |
| 李銘順 | 李銘忠 | 莊凱勛 | 林柏叡 | 劉敬宇 | 福地佑介 |
| 林輝瑝 | 王庭勻 | 陳元豪 | 夏浦洋 | 陳峻廷 | 鈴木有樹 |
| 李沛旭 | 林煥鈞 | 林毓家 | 潘亦丞 | 楊時修 | 陳至琦   |
| 翟浚安 |        |        |        |        |          |

### 女藝人
| 女藝人 | 女藝人   | 女藝人 | 女藝人 | 女藝人 |
| ------ | -------- | ------ | ------ | ------ |
| 范文芳 | 張榕容   | 雷嘉汭 | 廖奕璇 | 鄭家榆 |
| 姚懿珊 | 金夢陽子 | 路嘉欣 | 王心恬 | 趙孟姿 |
| 邱馨慧 | 張丞妘   | 盧以恩 | 胡祖薇 | 凃佳宜 |
| 白彌兒 | 蔡旻     | 陳楚雍 | 陳萱   | 陳怡伶 |
| 傅雅凡 | 黃珮琪   | 金淵珍 | 賴郁庭 |        |

### 合作藝人
| 王陽明 | 张亮 | 王鶴棣   | 彭冠英 | 任賢齊 |
| 李彩樺 | 蔣欣 | 古力娜扎 | 劉濤   | 林志玲 |

## 已離開公司藝人

### 男藝人
| 男藝人 | 男藝人 | 男藝人 | 男藝人 |
| ------ | ------ | ------ | ------ |
| 鄭元暢 | 林欣甫 | 阮經天 | 王少偉 |

### 女藝人
| 女藝人 | 女藝人 | 女藝人 | 女藝人 | 女藝人 |
| ------ | ------ | ------ | ------ | ------ |
| 林志玲 | 許瑋甯 | 陳庭妮 | 吳采臻 | 白歆惠 |
| 隋棠   | 高圓媛 |        |        |        |

## 影視投資
凱渥集團誇足影視產業進行多部影視的投資，如《同學你什麼時候從我家搬走》、《浴血無名川》、《鬥破亂世情》、《鐵甲狂猴之亡命雷霆》、《鐵甲狂猴2決戰黎明》、《最強鐵血奶爸》 以及《長江妖姬》等作品。

### 部份往期投資項目
- 同學你什麼時候從我家搬走 （页面存档备份，存于）
- 浴血無名川 （页面存档备份，存于）[5]
- 鬥破亂世情 （页面存档备份，存于）
- 鐵甲狂猴之亡命雷霆 （页面存档备份，存于）
- 鐵甲狂猴2決戰黎明 （页面存档备份，存于）
- 最強鐵血奶爸 （页面存档备份，存于）
- 長江妖姬
- 都要!小孩子才做選擇! （页面存档备份，存于）[6]

## 合作品牌
- LOUIS VUITTON
- Dior
- GUCCI
- FENDI
- CHANEL
- Hermès
- BURBERRY
- NIKE
- adidas
- PUMA

## 歷年獎項

### 凱渥戲劇
2007 林志玲以電影《赤壁》入圍第13屆中國電影華表獎「優秀境外華裔女演員獎」、第28屆香港電影金像獎「最佳新演員獎」
2010 莊凱勛以電影《候鳥來的季節》入圍第49屆金馬獎「最佳男配角」;李銘順以《遺忘》入圍第47屆電視金鐘獎「電視電影男主角」;鄭元暢獲《全球華語榜中榜第十四屆頒獎禮暨亞洲影響力大典》台灣地區最佳電視劇男演員;阮經天以電影《艋舺》奪得第47屆金馬獎「最佳男主角」;白歆惠以《閃亮的日子》入圍第45屆金鐘獎「戲劇節目女主角獎」
2011 阮經天以電影《艋舺》入圍第5屆亞洲電影大獎「最佳男主角」
2012 陳庭妮以《真愛趁現在》獲第1屆華劇大賞「最佳女演員獎」、以《真愛找麻煩》獲第1屆華劇大賞「最佳女演員獎」
2013 陳庭妮以《真愛黑白配》獲第2屆華劇大賞「最佳女演員獎」
2014 李銘順以《親愛的，我愛上別人了》入圍第49屆金鐘獎「戲劇節目男主角獎」
2015 莊凱勛以公視人生劇展《回家路上》奪得第50屆電視金鐘獎「電視電影男主角」;許瑋甯以《16個夏天》奪得第50屆電視金鐘獎「戲劇類節目最佳女配角獎」
2016 莊凱勛以《菜鳥》奪得第18屆台北電影節「最佳男配角」;陳庭妮以《失控謊言》入圍第52屆金馬「最佳新人獎」;許瑋甯以《紅衣小女孩》入圍金馬「最佳女主角」，並以《紅衣小女孩》、《失控謊言》、《世紀末的華麗》勇奪第18屆台北電影節「最佳女主角」
2017 李銘順以《告別》奪得第52屆金鐘獎「迷你劇集／電視電影男主角獎」;莊凱勛以《目擊者》入圍第19屆台北電影節「最佳男主角」;陳庭妮	公視人生劇展《告別》入圍第52屆金鐘獎「迷你劇集電視電影女主角獎」
2019 李銘忠以《狂徒》入圍第21屆台北電影獎「最佳男配角」;范文芳以《入侵者》入圍第25屆紅星大獎「最佳女主角」
2021 李銘順以《做工的人》奪得第56屆金鐘獎「迷你劇集／電視電影男主角獎」
2022 李銘順以《逆局》奪得第57屆金鐘獎「戲劇節目男配角獎」;雷嘉汭入選台北電影節「非常新人」;范文芳以《花路阿朱媽》入圍第59屆金馬獎「最佳女主角」、奪得第8屆亞洲國際電影節「最佳女主角」
2023 李銘忠以《台灣犯罪故事》-《生死困局》入圍第58屆金鐘獎「戲劇節目男主角獎」;莊凱勛以《額外旅程》入圍「迷你劇集(電視電影)男主角獎」;黃珮琪以「姊姊」入圍「最具潛力新人獎」;林毓家以「橋頂少年」奪得第10屆桃園電影節「最佳男主角」
2024 李銘忠以《台灣犯罪故事》-《生死困局》入圍第28屆亞洲電視大獎「最佳男主角」、以《（真）新的一天》奪得義大利羅馬亞洲電影節「最佳男主角」、以《（真）新的一天》入圍第26屆台北電影獎「最佳男主角」、以《少男少女》入圍第26屆台北電影獎「最佳男配角」;福地祐介以《Last Madame Sisters of the Night》入圍2024紐約電視節「最佳男主角」;洪慧芳以《黃金巨塔》入圍第29屆紅星大獎2024「最佳女配角」;林毓家入選台北電影節「非常新人」

## 外部連結
- 凱渥 CatWalk （页面存档备份，存于）（中文）（英文）
- 凱渥 CatWalk的Facebook專頁
- 凱渥的Instagram帳戶
- YouTube上的凱渥頻道
- 凱渥的新浪微博
- 台灣公司資料 （页面存档备份，存于）